# 龍紋身的女孩 (2011年電影)
《龍紋身的女孩》（英語：The Girl with the Dragon Tattoo）是一部2011年瑞典和美國合拍的推理驚悚片，根据瑞典作家史迪格·拉森于2005年出版的同名小说改编而成。本片由大卫·芬奇執導，史蒂芬·柴里安編劇，丹尼尔·克雷格和鲁妮·玛拉主演。北美于2011年12月20日上映。

## 剧情
四十三歲的布隆維斯特（丹尼爾·克雷格飾）一向以揭發企業醜聞為己任，在一本雜誌擔任編輯，因為一篇揭發企業家貪污的報導而被檢控毁謗，正面臨坐牢及誠信破產的危機。在假釋期間，大集團前總裁亨利·范耶爾找上布隆維斯特，雇用他尋找四十年前人間蒸發的姪女下落。當時年僅十六歲的姪女海莉突然在孤島上憑空消失，亨利·范耶爾相信她已遭遇不測，而且兇手就是家族成員之一。
受人所托的布隆維斯特偶然認識了經常入侵他電腦的神秘女駭客莎蘭德（魯妮·瑪拉飾），她是一個遭當權者迫害的反社會份子，也是性虐受害者。兩個南轅北轍的人，攜手迎接這項不可能的任務，勢要破解這宗超過四十年的迷離懸案。當他們逐步迫近真相時，也逐漸捲入多宗駭人的連環兇殺案，成為神秘兇手的眼中釘。

## 角色
- 丹尼尔·克雷格 飾 麥可·布隆維斯特（Mikael Blomkvist）
- 鲁妮·玛拉 飾 莉絲·莎蘭德（Lisbeth Salander）
- Embeth Davidtz（英语：Embeth Davidtz） 飾 Annika Blomkvist
- 羅蘋·萊特·潘 飾 愛莉卡·貝葉
- 史戴倫·史柯斯嘉 飾 馬丁·范耶爾
- 克里斯托弗·普卢默 飾 亨利·范耶爾
- Geraldine James（英语：Geraldine James） 飾西西莉亞·范耶爾
- Joely Richardson（英语：Joely Richardson） 飾 Harriet Vanger
- 喬爾·金納曼 飾 克里斯特·馬爾默
- Yorick van Wageningen（英语：Yorick van Wageningen） 飾 Nils Bjurman
- 阿蘭·戴爾 飾 Detective Isaksson
- Goran Višnjić（英语：Goran Višnjić） 飾 Dragan Armansky
- Steven Berkoff（英语：Steven Berkoff） 飾 Dirch Frode
- David Dencik（英语：David Dencik） 飾 Young Morell
- 朱利安·山德斯飾 年輕版  亨利·范耶爾
- 艾洛蒂·袁 飾 Miriam Wu

## 制作
本片是根据本小说改编成的第二部电影，第一部是2009年的瑞典版，由丹麦导演Niels Arden Oplev执导，2009年2月27日上映，获得了广泛的好评，成本1300万，全球票房1.04亿美元。
2010年早期，哥伦比亚电影公司的制片人Scott Rudin开始筹备本片。2010年4月，大卫·芬奇确认担任本片导演，2010年9月在瑞典斯德哥尔摩开拍，12月上旬转移到瑞士苏黎士拍摄。2011年5月，米高梅公司承担影片20%的预算成为投资方之一，并获得了一些国际电视版权。

## 票房
由于影片内容主要显示了灰暗人性的原因，所以在欢乐气氛的圣诞节档期上映并没有获得很好的票房。12月23日到25日的首周末只获得了1300万美圆。

## 评价
媒体综评71分，烂番茄新鲜度85%；Yahoo影评人评分B，观众评分A-，收获了普遍的赞誉。
代表性评价：“相比于瑞典原版，美版很难说是更好还是更差，只能说更具有戏剧性”，“大卫·芬奇的处理手法相当大胆，对人性病态扭曲的刻画相当给力，足以让本片跨入恐怖片的行列”，“凄冷昏暗的基调并没有削弱影片的魅力，对世界冷硬的一瞥反而让转瞬即逝的人性之辉更加美丽”，“大卫·芬奇的全新惊悚故事中，充斥着令人不安的视效、复杂的多线剧情以及尖锐地对白，当然还有出色的卡司”；两位主演也获得一致好评：“鲁妮·玛拉和丹尼尔·克雷格之间充满活力的互动贯穿主线始终，将影片从故事的悬疑表象推进至人性之辉”，“无疑丹尼尔·克雷格的布隆维斯特比（瑞典版）迈克尔恩奎斯特的要出色很多，仅从床戏而言，恩奎斯特那就是例行公事，丹尼尔·克雷格却无时不在营造充满魅力的性欲氛围”，“就像原著一样，鲁妮·玛拉的萨兰德毫无争议地成为本片的中心血脉，精明、聪慧却脆弱而敏感，她富有弹性的演技帮助大卫·芬奇将影片提升到一个全新高度”。

## 奖项
| 典禮日期       | 獎項                        | 類別             | 受獎者                                                | 結果 |
| -------------- | --------------------------- | ---------------- | ----------------------------------------------------- | ---- |
| 2012年1月10日  | 女性电影记者联盟奖          | 最佳配乐         | 特倫特·雷澤諾、阿提克斯·羅斯                          | 獲獎 |
| 2012年2月12日  | 美国电影摄影师协会奖        | 最佳攝影獎       | Jeff Cronenweth                                       | 提名 |
| 2012年2月12日  | 英國電影和電視藝術學院獎    | 最佳摄影         | Jeff Cronenweth                                       | 提名 |
| 2012年2月12日  | 英國電影和電視藝術學院獎    | 最佳音乐         | Trent Reznor, Atticus Ross                            | 提名 |
| 2012年1月12日  | 广播影评人协会奖            | 最佳剪辑         | Kirk Baxter, Angus Wall                               | 獲獎 |
| 2012年1月12日  | 广播影评人协会奖            | 最佳配乐         | Trent Reznor, Atticus Ross                            | 提名 |
| 2012年1月5日   | 中俄亥俄影评人协会          | 最佳影片         |                                                       | 提名 |
| 2012年1月5日   | 中俄亥俄影评人协会          | 最佳導演獎       | 大衛·芬奇                                             | 提名 |
| 2012年1月5日   | 中俄亥俄影评人协会          | 最佳改编剧本     | Steven Zaillian                                       | 獲獎 |
| 2011年1月19日  | 芝加哥影评人协会奖          | 最佳配乐         | Trent Reznor, Atticus Ross                            | 提名 |
| 2012年1月10日  | 丹佛影评人协会              | 最佳女主角       | 魯妮·瑪拉                                             | 提名 |
| 2012年1月28日  | 美国导演工会奖              | 最佳導演獎       | 大衛·芬奇                                             | 提名 |
| 2012年1月15日  | 第69届金球奖                | 最佳剧情片女主角 | 魯妮·瑪拉                                             | 提名 |
| 2012年1月15日  | 第69届金球奖                | 最佳配乐         | Trent Reznor, Atticus Ross                            | 提名 |
| 2012年6月3日   | MTV电影大奖                 | 最佳女演员       | 魯妮·瑪拉                                             | 提名 |
| 2012年6月3日   | MTV电影大奖                 | 突破演出         | 魯妮·瑪拉                                             | 提名 |
| 2012年6月3日   | MTV电影大奖                 | 最佳银幕转变     | 魯妮·瑪拉                                             | 提名 |
| 2011年12月1日  | 国家评论协会奖              |                  |                                                       |      |
| 2011年12月1日  | 国家评论协会奖              | 突破性演出       | 魯妮·瑪拉 (Tied with Felicity Jones)                  | 獲獎 |
| 2011年12月23日 | 俄克拉荷马影评人协会        | 最佳影片         |                                                       | 提名 |
| 2012年1月21日  | 美国制片人工会奖            | 最佳影片         |                                                       | 提名 |
| 2011年12月19日 | St. Louis Gateway影评人协会 | 最佳导演         | 大衛·芬奇                                             | 提名 |
| 2011年12月19日 | St. Louis Gateway影评人协会 | 最佳女主角       | 魯妮·瑪拉                                             | 獲獎 |
| 2011年12月19日 | St. Louis Gateway影评人协会 | 最佳攝影獎       | Jeff Cronenweth                                       | 提名 |
| 2011年12月19日 | St. Louis Gateway影评人协会 | 最佳配乐         | Trent Reznor, Atticus Ross                            | 提名 |
| 2011年12月19日 | St. Louis Gateway影评人协会 | 最佳画面         | Blur Studio (for the opening credits)                 | 獲獎 |
| 2011年12月5日  | 华盛顿特区影评人协会        | 最佳配乐         | Trent Reznor, Atticus Ross                            | 提名 |
| 2012年2月19日  | 美国编剧工会奖              | 最佳改编剧本     | Steven Zaillian                                       | 提名 |
| 2012年2月26日  | 第84屆奧斯卡金像獎          | 最佳女主角       | 魯妮·瑪拉                                             | 提名 |
| 2012年2月26日  | 第84屆奧斯卡金像獎          | 最佳攝影獎       | Jeff Cronenweth                                       | 提名 |
| 2012年2月26日  | 第84屆奧斯卡金像獎          | 最佳剪輯獎       | Angus Wall、Kirk Baxter                               | 獲獎 |
| 2012年2月26日  | 第84屆奧斯卡金像獎          | 最佳音效剪輯獎   | Ren Klyce                                             | 提名 |
| 2012年2月26日  | 第84屆奧斯卡金像獎          | 最佳混音獎       | David Parker、Michael Semanick、Ren Klyce、Bo Persson | 提名 |
| 2012年6月7日   | Kerrang! Awards             | 最佳电影         |                                                       | 提名 |
| 2012年7月6日   | 土星奖                      | 最佳恐怖或惊悚片 |                                                       | 獲獎 |
| 2013年2月10日  | 第55届格莱美奖              | 最佳电影原声带   | Trent Reznor, Atticus Ross                            | 獲獎 |

## 續集
Sony曾發表聲明說可能會拍攝續集，將以連續製作的方式拍攝玩火的女孩與直搗蜂窩的女孩。  雖然魯妮·瑪拉曾經在2012年3月的第84屆奧斯卡金像獎短訪提及將會在秋天開始拍攝，但是仍然不清楚大衛芬奇是否會回來執導續集以及Steven Zaillian會不會願意繼續執筆（2014年坎城影展訪問，魯妮·瑪拉被問及此續集表示有演出意願，但未有後續消息。因自己年紀越來越長，若要開拍希望能儘早。）2012年8月，報導指出續集將延遲到2014年。大衛芬奇曾經表示說對於執導「玩火的女孩」有興趣，並表示他仍然準備與編劇 Zaillian 以及監製 Scott Rudin 合作。但他並沒有提供其他細節，只表示「我們還是會當作我們的作品來執行」（We've got to make it our own thing）。